# Éducation des sourds

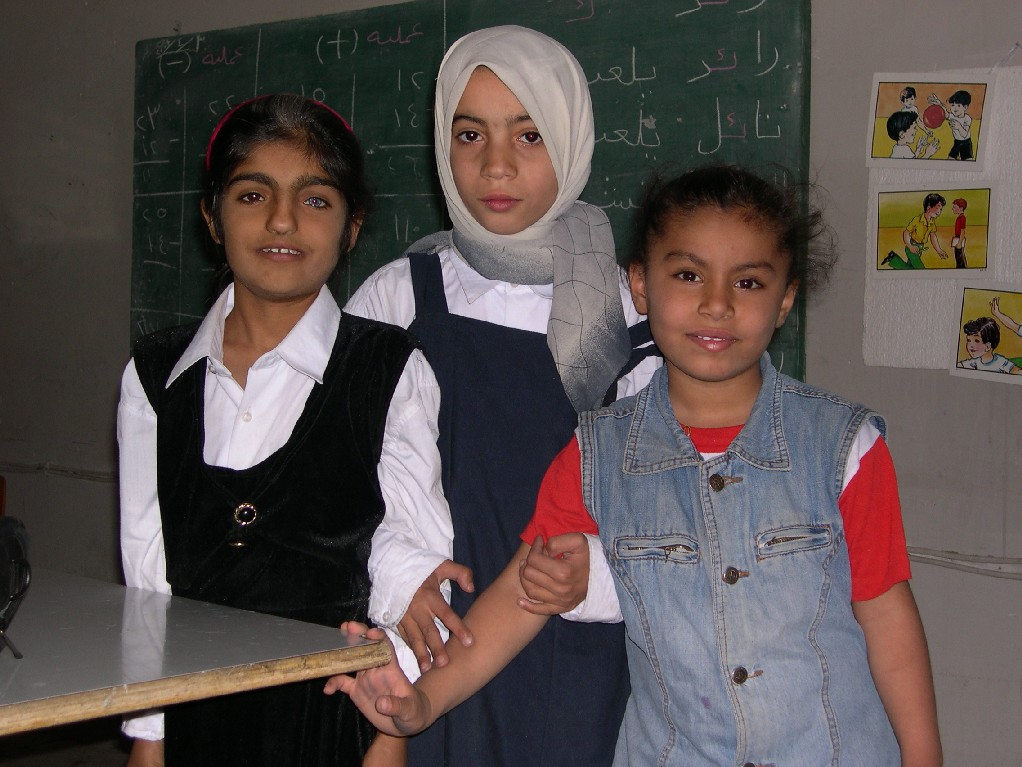
Des élèves dans une école pour élèves sourds à Bagdad, en Irak (avril 2004)

L’éducation des sourds n’a pas d’unique méthode d’apprentissage, il y a plusieurs possibilités d’apprentissage : la Langue des signes, l’oralisme, le Langage parlé complété. Et aussi l’éducation des sourds a trois milieux : l’éducation bilingue, l’éducation spécialisée et l’éducation ordinaire.

## Histoire
Au XXIe siècle, l'éducation des jeunes sourds est prise en charge dans l'enseignement primaire et secondaire du monde entier, mais dans des proportions très variables et globalement faibles, sous différentes modalités de scolarisation, pas toujours automatiquement dès le repérage d'une déficience auditive, et surtout rarement en considération de leur culture sourde. Dans l’enseignement supérieur les adaptations restent encore plus rares.
En 2025, il y a encore environ 80 % des 70 millions de personnes sourdes dans le monde, soit près de 56 millions, qui ne reçoivent aucune éducation. Parmi celles-ci, on trouve une forte proportion de filles et de femmes, de minorités ethniques et d'habitants des pays en développement, ce qui constitue une discrimination qui viole le droit universel à l'éducation.

### Précurseurs

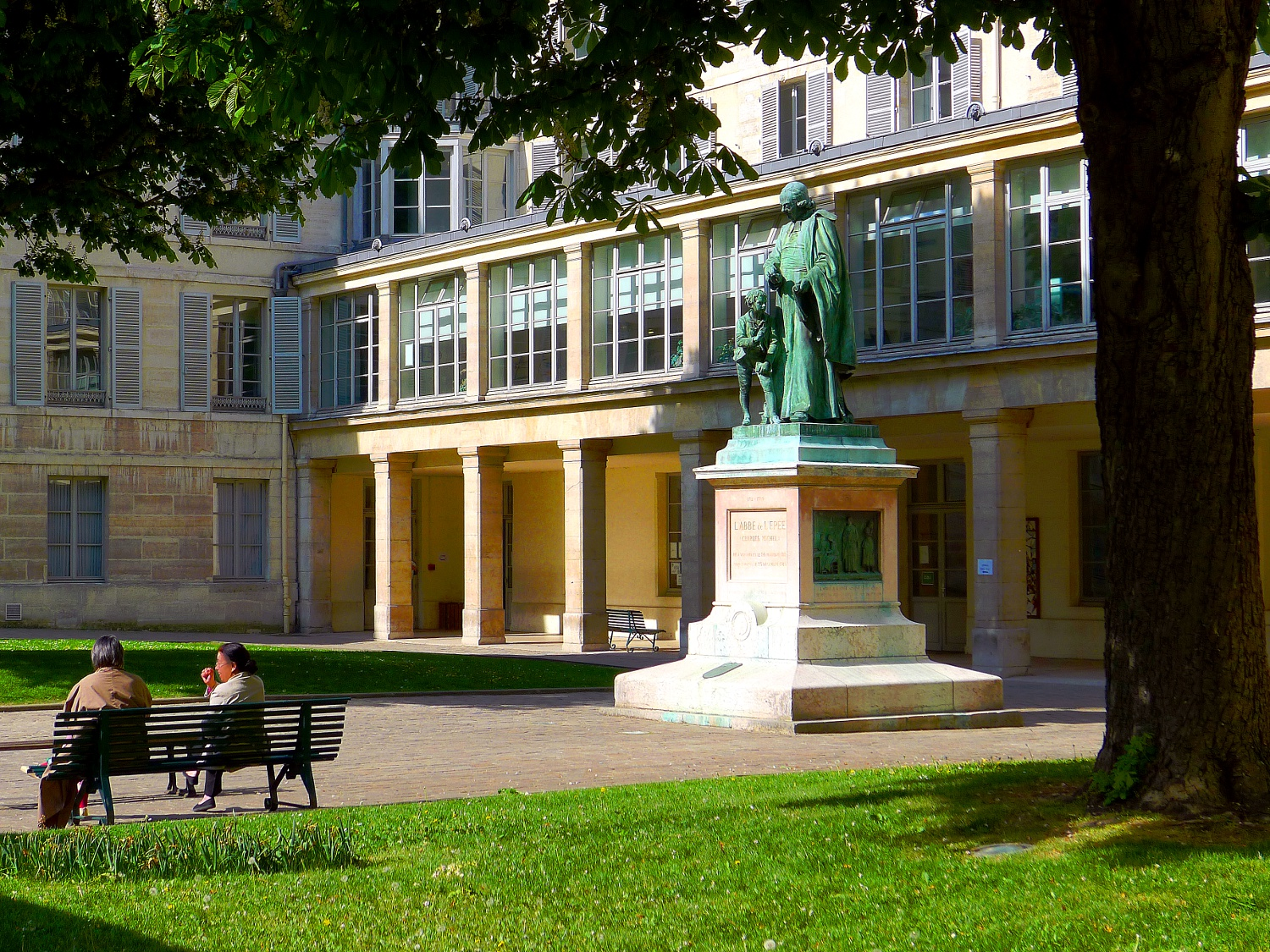
Cour intérieure de l'Institut national des jeunes sourds de Paris (INJS), avec la statue de Charles-Michel de L'Épée.

Jusqu'à la création des premières institutions pour sourds à la fin du XVIIIe siècle, les rares sourds qui bénéficient d'une éducation professionnelle sont ceux, issus de familles plus riches que la moyenne, pris en charge de manière individuelle par un précepteur érudit qui expérimente différentes méthodes de communication et d'apprentissage avec eux. Un des pionniers dans le domaine est le moine espagnol Pedro Ponce de León, auquel on attribue la création au XVIe siècle de la première école privée pour sourds au sein du monastère de San Salvador d'Oña, ainsi que la rédaction d'un manuscrit dont des copies, dont toute trace a été perdue, ont pu servir de référence pour certains de ses successeurs,.
À la fin du XVIIIe siècle, en Écosse, en 1760, Thomas Braidwood (en) fonde la Dumbie House (en) à Édimbourg (qui sera relocalisée à Londres en 1783 sous le nom de Braidwood Academy For The Deaf And Dumb, qui signifie « Académie Braidwood pour les sourds et muets »). En France, à Paris, l'abbé Charles-Michel de L'Épée, après avoir créé en 1772 une petite école rue des Moulins pour développer une nouvelle méthode pédagogique rivale des recherches de Jacob Rodrigue Pereire, fonde en 1791 l'Institut national des jeunes sourds de Paris (INJS). Ces premiers établissements scolaires permettent le développement et la codification méthodique d'une langue des signes nationale, la langue des signes britannique (BSL) au Royaume-Uni et la langue des signes française (LSF) en France.

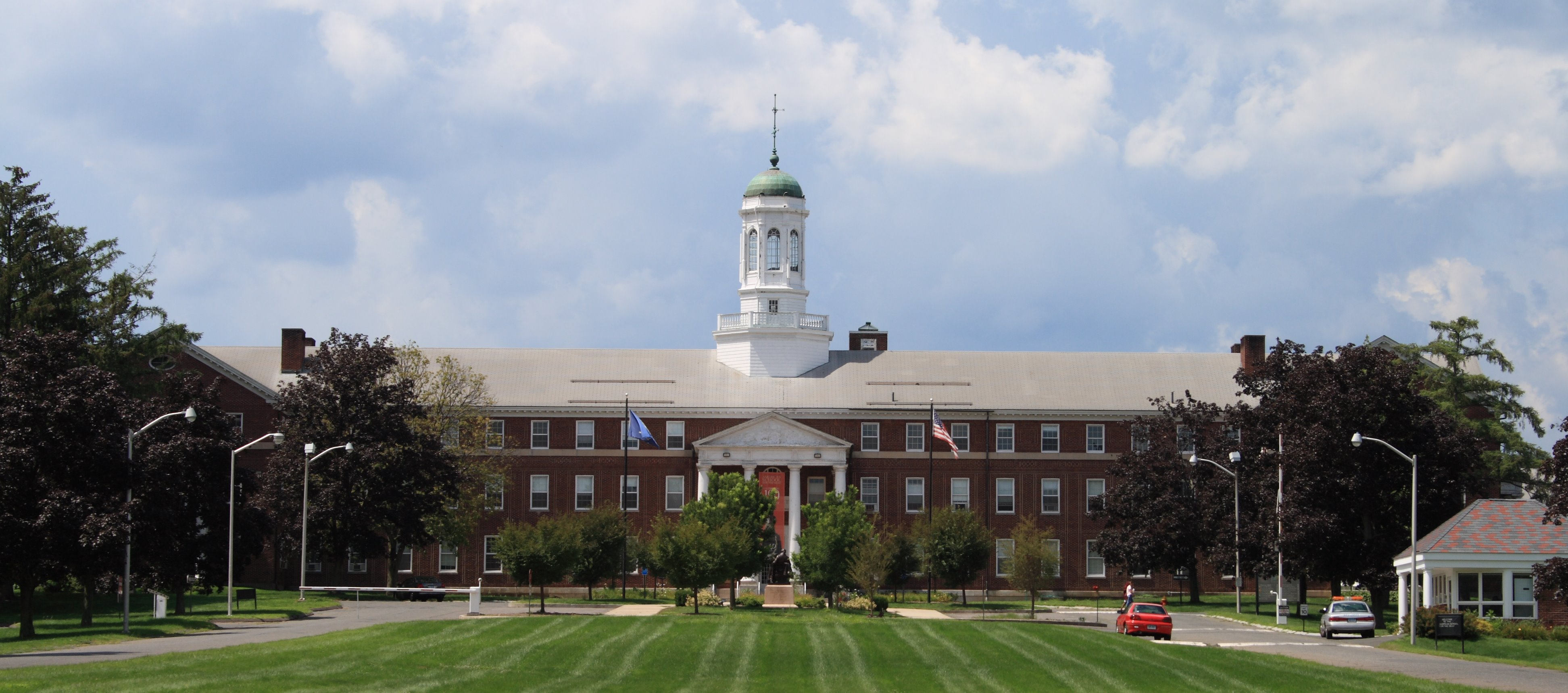
Façade de l'École américaine pour les sourds (American School for the Deaf) fondée à Hartford, dans le Connecticut par Thomas Hopkins Gallaudet.

L'Américain Thomas Hopkins Gallaudet vient observer les méthodes pédagogiques du successeur de L'Épée, l'abbé Sicard, et de deux des professeurs sourds de l'école, Laurent Clerc et Jean Massieu ; accompagné de Clerc, il retourne aux États-Unis, où ils fondent en 1817 l'École américaine pour les sourds (American School for the Deaf) à  Hartford, dans le Connecticut. La langue des signes américaine (ASL) commence alors à se développer sur la base de la LSF et d'autres influences extérieures.

### Méthodes: exclusion, intégration, inclusion, bilinguisme
Ces enseignements ont d'abord été organisés dans des classes spécifiques réservées aux sourds en utilisant une langue des signes, mais aussi, surtout après que le Congrès de Milan de 1880 a déconseillé l'utilisation de ces langues en Europe, d'autres méthodes oralistes ; la communication totale a été parfois utilisée à partir des années 1960 aux États-Unis. Ensuite, de manière plus fréquente à partir de la fin du XXe siècle, les sourds ont été éduqués en intégration individuelle (ou en inclusion, de manière plus adaptée) dans des classes ordinaires avec une quasi totalité d'entendants, en langue orale (avec ou sans l'aide continue ou ponctuelle d'un accompagnant utilisant la langue des signes ou une forme d'aide à la communication comme le langage parlé complété ou l’alphabet de kinèmes assistés). Plus récemment, au XXIe siècle, des classes bilingues (en langue des signes et en langue orale) mixtes (composées d'entendants et de sourds) se développent dans certains pays.
Dans un établissement spécialisé où tous les enfants utilisent le même système de communication, les élèves peuvent interagir avec les autres avec spontanéité, normalement, sans avoir à craindre d'être critiqués. Cependant, il a été reproché à de tels établissements de ne pas les préparer ainsi à leur vie d'adulte, ce qui a par exemple motivé la loi handicap de 2005 en France favorisant l'intégration en milieu scolaire ordinaire.
Avec l’intégration ou l'inclusion en milieu scolaire ordinaire, les enfants malentendants peuvent s’exposer à d’autres cultures en interagissant avec des personnes qui ne leur ressemblent pas, ce qui peut les aider ensuite à accéder l'emploi et vivre en autonomie dans une société où leur handicap les place en minorité. Cependant, cela peut augmenter les obstacles à leur développement personnel et à leur participation sociale.
Les classes bilingues tentent de limiter les inconvénients des deux autres systèmes.
Selon ces différents points de vue et selon l'offre éducative à laquelle ils peuvent accéder, les parents d'un enfant sourd peuvent préférer l'inscrire dans un de ces différents types de classes.

### Enseignement supérieur

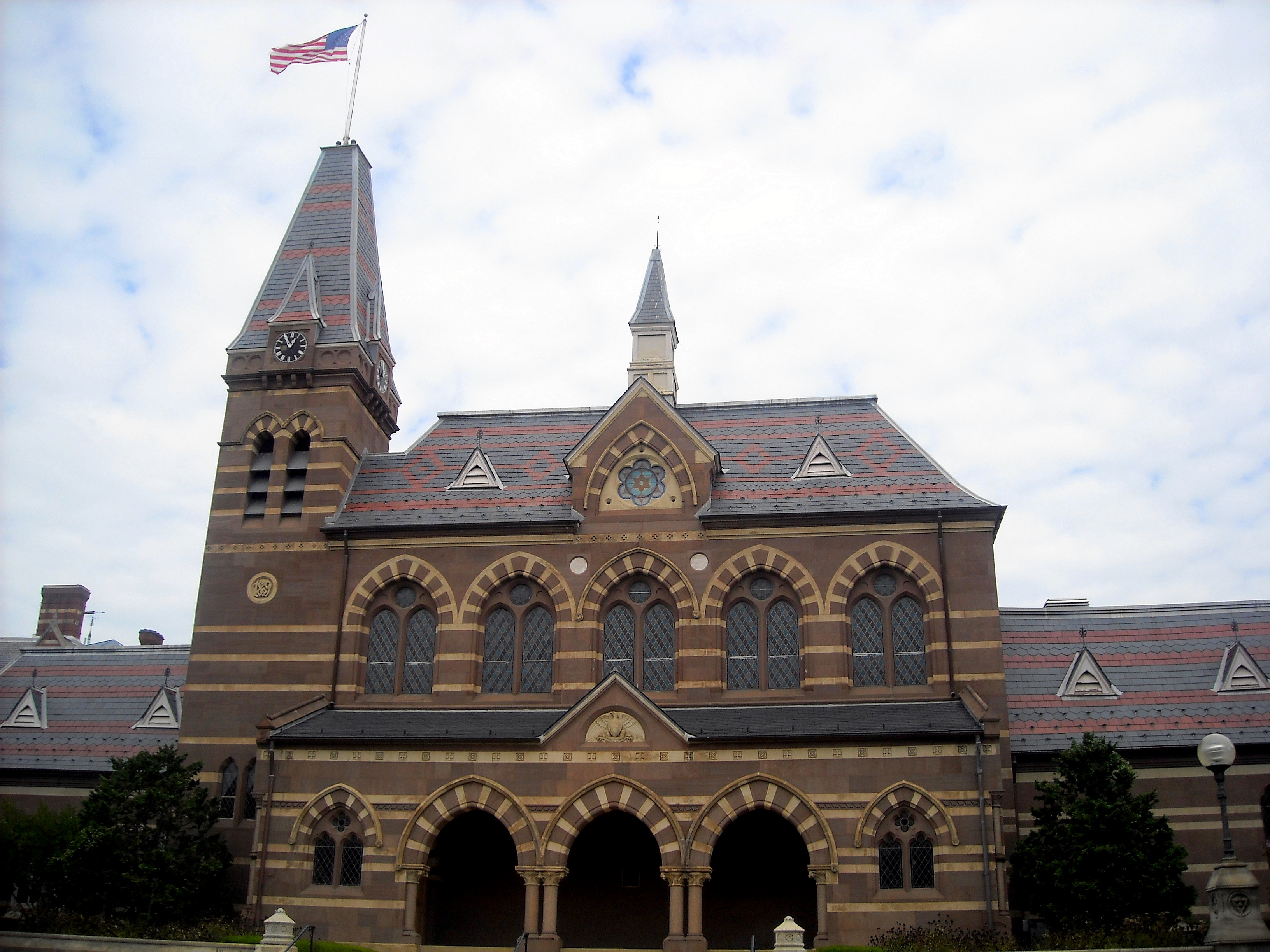
La chapelle de l'université Gallaudet

L'université Gallaudet a été le premier établissement d'enseignement supérieur au monde entièrement destiné aux étudiants sourds. Il accueille une vaste population d'étudiants sourds, tout comme l'université d'État de Californie à Northridge (CSUN) et le National Technical Institute for the Deaf du Rochester Institute of Technology ; ces grandes écoles pour les sourds sont souvent appelées familièrement, aux États-Unis, « The Big Three » (« les trois grandes »).
Les autres établissements supérieurs pour les sourds très connus à travers le monde se trouvent principalement en Europe. Parmi les plus renommés, on peut citer l'institut national des jeunes sourds de Paris en France, l'École populaire pour les sourds (fi) en Finlande et l'École Ernst-Adolf-Eschke (de) de Berlin en Allemagne,.

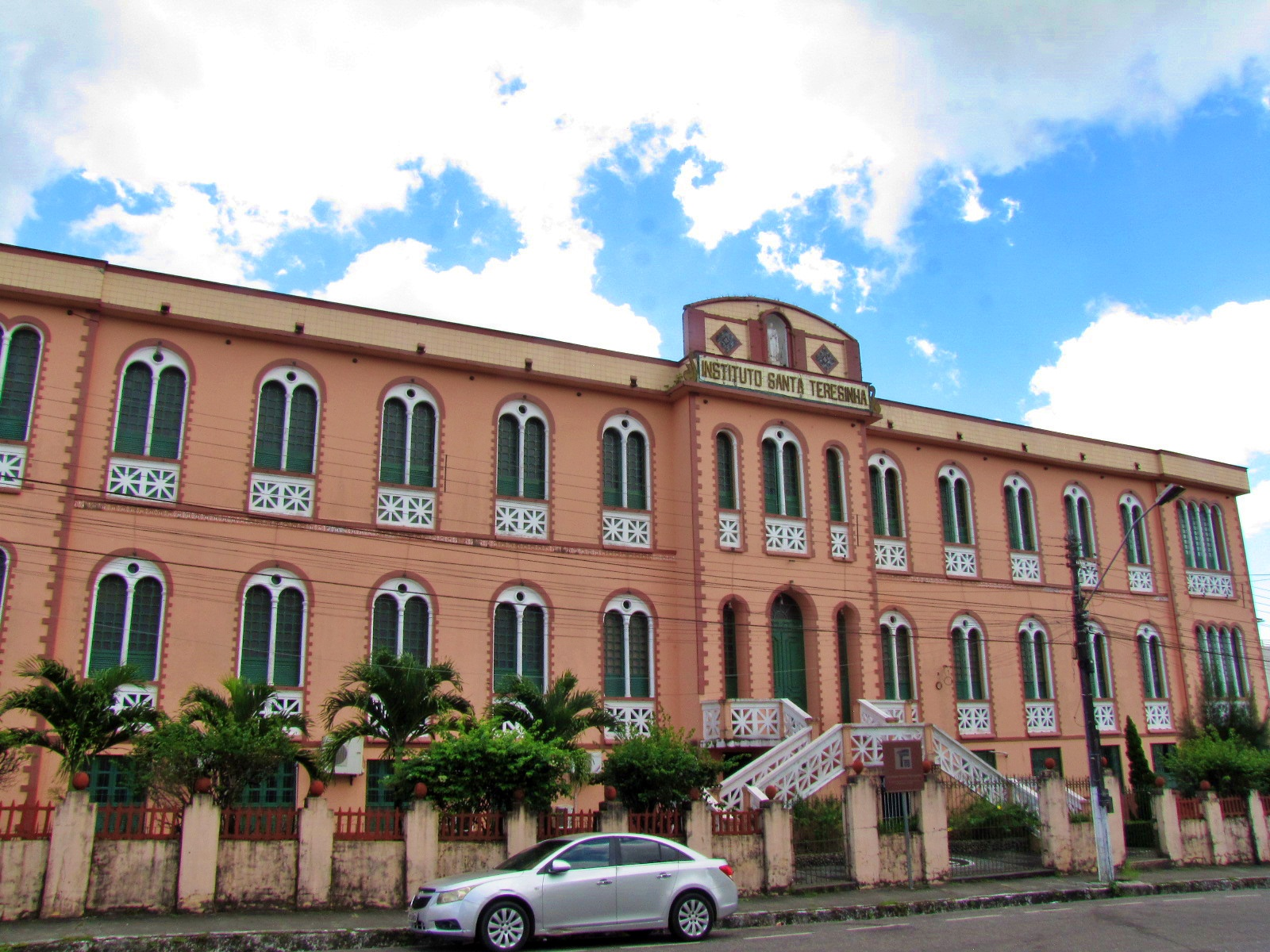
Institut Santa Teresinha de Bragança (Pará), au Brésil.

Il existe également des enseignements supérieurs adaptés aux sourds dans certains pays, sur d'autres continents, notamment grâce à des partenariats avec Gallaudet mais leur nombre est nettement plus faible qu'en dehors de l'Amérique du Nord et de l'Europe, surtout relativement aux populations concernées[réf. nécessaire]. Le Brésil compte plusieurs institutions, dont l'Institut Santa Teresinha de Bragança (Pará) et le Centre d'éducation pour les sourds de Rio Branco (Centro de Educação para Surdos Rio Branco). Les universités chinoises pour les sourds comprennent la Beijing Union University (en), l'Institute of Special Education de Pékin, la Shanghai Technical School for Deaf Youth, l'Université de Zhengzhou (en) ou le Technical College for the Deaf (TUID) de la Tianjin University of Technology (en).

## Milieu d’éducation

### Éducation bilingue
Une scolarisation bilingue consiste à proposer des apprentissages en langue des signes, tout en acquérant le français écrit.

### Education spécialisée
L’éducation spécialisée a différents types, on trouve souvent deux types : éducation spécialisée en séparation, éducation spécialisée en intégration.